# Chloroclystis patinata
Chloroclystis patinata là một loài bướm đêm trong họ Geometridae.